# Box 507
Box 507 (La caja 507) è un film del 2002 diretto da Enrique Urbizu.
Il film tratta la vendetta di un padre che, scoperto a distanza di anni che la morte della figlia non è stata accidentale, con estrema risolutezza, fa fuori tutta l'organizzazione criminale a monte di quel delitto.

## Trama
Costa del Sol, Spagna. Una ragazza di sedici anni, in campeggio con il proprio ragazzo, rimane intrappolata tra le fiamme di un incendio divampato improvvisamente e muore.
Sette anni più tardi, il padre della ragazza, direttore di una banca, con la minaccia dell'ostaggio della moglie, apre il caveau a dei rapinatori che poi, finito il colpo, lo lasciano imprigionato per tutto il fine settimana. Chiuso nel caveau, Modesto Pardo, scorge casualmente tra le numerose cassette di sicurezza forzate, delle carte che lo insospettiscono. Lettele, le nasconde in un libro prezioso anch'esso lasciato dai rapinatori.
Pardo scopre che la moglie, massacrata dai rapinatori, è in ospedale in prognosi riservata. Scongiurata una sua complicità nel colpo, l'uomo, tornato al lavoro, con un espediente si impossessa delle carte preziose. Nel contempo, l'ex poliziotto Rafael Mazas e la sua compagna, scoprono che le stesse, da loro conservate, sono sparite dopo la rapina. Vistosi  smarrito, Mazas cerca di prendere tempo con i mafiosi coi quali è in combutta, con l'intento di ritrovare i rapinatori e recuperare i documenti.
Intanto Pardo comincia le sue indagini scoprendo una grande speculazione edilizia su tutta la costa agevolata anche da incendi che, proprio nel caso che ha visto morire sua figlia, non furono affatto accidentali. Così si dà anima e corpo a quella che è una distruzione pianificata dell'organizzazione politico-criminale che è alla base di tutto.
Mazas, col fiato sul collo, raggiunge in Marocco i rapinatori e li stermina, prima di capire che i documenti che cerca, loro non li hanno mai presi. Tornato in Spagna viene ucciso, con la compagna, dai mafiosi, secondo un piano ordito da Pardo, il quale poi incastra gli stessi malfattori e i politici corrotti da lui scoperti.
La figlia è così vendicata mentre la moglie risvegliatasi dal coma e in via di guarigione, scopre un marito un po' cambiato...

## Premi e riconoscimenti
- 2003
  - Premio Goya per la miglior produzione, Premio Goya per il miglior montaggio
  - 4 premi al Festival del film poliziesco di Cognac